# 大阪府立富田林中学校・高等学校
大阪府立富田林中学校・高等学校（おおさかふりつとんだばやしちゅうがっこう・こうとうがっこう、英称：Osaka Prefectural Tondabayashi Junior and Senior High School）は、大阪府富田林市にある公立中高一貫校の高等学校および中学校。

## 概要
富田林高等学校は1901年創立。全日制普通科を設置する。かつては定時制課程も併設していたが、閉課程となっている。
2017年度より併設中学校の大阪府立富田林中学校を設置し、中高一貫教育を実施している。大阪府立学校としての中高一貫校の設置は初となる。
通称「富高/富中(とんこう/とんちゅう)」。比較的自由な校風であり、高校では学校が指定した日以外では私服での通学が認められている。指定されている制服は男子が学ラン、女子がセーラー服であるが、2023年度の中学校入学生(7期生)より、ユニセックスのブレザーを選択することも可能となっている。「全部全力」をモットーに掲げており、文化祭や体育祭、ペナントなどの行事は活発である。また、部活動は全国経験が文化部を中心に豊富である。
探究活動に力を入れており、2017年度よりスーパーサイエンスハイスクール(SSH)に指定されている。ユネスコスクール(ASPnet)やスーパーサイエンスハイスクールの制度を利用した海外での語学研修や国内の実験施設見学等も実施されている。
同窓会報は「菊水郷」といい、校章に地元・南河内に本拠を置いた楠木氏の家紋「菊水」があしらわれていることに由来する。

## 沿革

### 旧制・富田林中学校
文部省は1900年9月5日、大阪府第八中学校を1902年4月に開設する告示を出した。大阪府第八中学校は南河内郡川西村（現在の富田林市）に開設することもあわせて告示されている。
一方で地元住民らは早期開設を求めて大阪府に陳情を繰り返すなどした。その結果、大阪府第八中学校は当初の開校計画より1年繰り上がり、1901年4月の開校が決まった。
大阪府会郡部会は1900年12月に開校時期繰り上げを決定した。文部省は1901年2月9日、大阪府第八中学校の開校を1901年4月に修正する告示を出した。
大阪府第八中学校は1901年3月7日に設置され、開校準備作業を実施した。大阪府の中学校・高等女学校では学校設置順による番号での校名を廃して所在地の名称を校名に取り入れることになったことに伴い、1901年4月の開校と同時に大阪府富田林中学校へと改称している。学校の場所は南河内郡川西村大字甲田字谷毛寺（やもじ）の現在地である。
開校直後の1901年4月8日付文部省令により、中学校・高等女学校などの名称について「○○県立・○○郡立」などの形で設置者の名称を冠することが義務づけられ、この命名規則に沿っていない既存校については6ヶ月以内に変更する指示がされた。これに伴い大阪府のすべての中学校・高等女学校では、1901年4月に「大阪府○○中学校／高等女学校」と改称された校名を、2ヶ月後の1901年6月に「大阪府立○○中学校／高等女学校」へと一斉に再変更することになった。これに伴い1901年6月3日付で大阪府立富田林中学校に改称している。
1901年6月13日に開校式がおこなわれている。旧制中学校時代は、当時の政府の方針に加えて学校所在地が楠木正成の出生地に近いことから、楠木正成と結びつけた忠君愛国教育がおこなわれた。校章については、当初は六稜に第八中学校を表す「八」をあしらったものであったが、大阪府立八尾中学校（現在の大阪府立八尾高等学校）と間違われやすいことから、1927年に菊水紋をあしらった現在のものへ変更された。
1902年には遠方在住生徒向けの寄宿舎が併設されたが、1935年5月23日に校舎が火災にあったことを機に廃止されている。

### 富田林高等学校
学制改革により、1948年に大阪府立富田林高等学校が発足した。大阪府立河南高等学校（大阪府立富田林高等女学校）と男女生徒を交流して男女共学を実施している。なお当初は大阪府立黒山高等学校（現在の大阪府立登美丘高等学校、旧制大阪府立黒山高等女学校）とも男女生徒交流の案もあったが、大阪府は「強いて実行する必要はない」などと消極的な見解をとるなどしたため、黒山高等学校との交流案は立ち消えになっている。
新制高校の校名については、当時の富田林町に高等学校が2校あったことから、学校所在地の位置関係から旧制富田林中学校を「富田林東」、旧制富田林高等女学校を「富田林西」にする案が検討された。しかし富田林中学校を富田林高等学校、富田林高等女学校を河南高等学校にする案で決着した。
新制高等学校発足直後の1948年5月、GHQの指令により河南高等学校校舎を新制富田林町立中学校（現在の富田林市立第一中学校）校舎として転用することになった。このため河南高等学校は富田林高等学校内に移転して同居している。河南高校は1951年に自校舎へ復帰している。
1960年代以降高校生急増期を迎え、1960年代から1970年代にかけて校舎を増設している。
1962年には家政科を併設した。しかし普通科志望者の増加や家政科在籍者の進学希望者の増加、複数学科併置による指導の難しさなどが指摘され、家政科廃止の案が1978年に職員会議で出された。家政科は1980年度に募集停止となり、その分を普通科の増学級に振り分けられた。
1930年代以降使用していた校舎の老朽化が目立つようになったため、大阪府議会で1991年、校舎改築予算が成立した。校舎建設に先立ち、1994年から1995年にかけ、校内の校舎建設予定地周辺で谷川遺跡の発掘調査がおこなわれた。発掘調査終了後に校舎建設工事が進んだものの、大阪府の財政難のため1996年7月の第一期工事竣工後、建築工事が一時中断することになった。約10ヶ月後の1997年5月に工事が再開され、1999年7月に完成している。以前校舎があった場所は現在グラウンドになっている。
2017年度には富田林高等学校の校地内に中学校を開校した。大阪府立として設置された学校としては初めての中高一貫校となった。中学校3クラス・高等学校6クラスを設置し、通学区域は大阪府全域となっている。

### 定時制
1948年の学制改革では、全日制のほかに定時制も発足している。定時制は富田林高等学校本校内に併設されたもののほか、定時制分校が設置された。
1969年には千早赤阪分校定時制の廃止に伴い、分校定時制在籍生徒を本校定時制課程へと移籍している。
1960年代頃には地方からの集団就職者の増加により入学者が急増した。しかし1970年代後半頃からは、集団就職者の減少や全日制高校の整備による全日制進学者増加などのため、定時制課程の志願者は減少傾向にあった。
1994年には通信制課程の併修により3年卒業も可能とする制度を導入し、また1996年から2004年まで一般府民の聴講制度も設置した。
しかし定時制は大阪府の定時制高校再編計画により2005年以降の新入生募集を停止し、2008年に閉課程となった。

### 分校
1948年9月に定時制分校として、南河内郡山田村（現在の河南町）に山田分校（のち科長原分校に改称）、南河内郡千早村（現在の千早赤阪村）に千早分校が設置された。翌1949年には南河内郡長野町（現在の河内長野市）に長野分校が設置された。さらに1951年には地域の要望を受ける形で、赤阪村（現在の千早赤阪村）に赤阪分校が設置された。4分校は昼間定時制を設置し、また赤阪分校では夜間定時制も併設していた。
山田（科長原）分校は農協倉庫の一室（寄り合い部屋）から始まり、その後磯長小学校・学校組合立科長原中学校（現在の太子町立中学校）への併設を経て、1956年に長野分校に統合される形で廃校となった。
長野分校は長野町立小学校・長野町立中学校への併設を経て1963年に廃止されている。
千早分校・赤阪分校は1959年に統合し、千早赤阪分校となった。千早赤阪分校は1999年に廃止されている。

### 年表
- 1901年4月 - 大阪府富田林中学校として開校。
- 1901年6月3日 - 大阪府立富田林中学校に改称。
- 1948年4月 - 学制改革により大阪府立富田林高等学校となる。
- 1948年9月、定時制課程（夜間部）を新設。本校の定時制課程のほか、定時制分校2ヶ所を設置。
- 1959年4月 - 分校を統合し、千早赤阪村に千早赤阪分校を設置。
- 1962年 - 家政科を設置。
- 1969年 - 千早赤阪分校定時制の閉課程により、同課程在籍者を本校定時制課程に移籍。
- 1982年3月 - 家政科を廃止。
- 1999年3月 - 千早赤阪分校を廃校。
- 1999年7月 - 新校舎が完成。
- 2003年 - 全日制課程が、大阪府教育委員会のエル・ハイスクールに指定（2007年3月まで）。
- 2005年 - 定時制課程を募集停止。
- 2008年3月 - 定時制課程を閉課程。
- 2009年 - 文部科学省の委嘱事業による「学力向上実践研究校」に指定（2012年3月まで）。
- 2014年4月 - 一足制を導入。
- 2015年 - ペナント・文化祭の時期を入れ替える。
- 2017年 - 併設型中高一貫教育校に移行。高等学校の校舎を利用する形で、中等部を設置。同時に文部科学省よりスーパーサイエンスハイスクールに指定される。
- 2018年 - 3教室及び大ホールを有する中高一貫記念館が完成。医学者である山中伸弥による記念講演が行われた。
- 2023年 - スーパーサイエンスハイスクール 第2期に指定される[4]。

## 部活動
多くの生徒がクラブに所属しており活発に活動している。陸上部はインターハイ出場経験があり、ラグビー部は1988年度大阪大会決勝まで進んだが、全国優勝した大阪工大高に敗れた。
文化系では、全国高等学校総合文化祭など全国大会への出場経験もある。

## 出身者

### 政治
- 久保哲司 - 公明党元衆議院議員
- 芝田啓治 - 元河内長野市長
- 竹本直一 - 衆議院議員。情報通信技術（IT）政策担当大臣（第4次安倍第2次改造内閣）
- 森田昌吾 - 河南町長
- 松本昌親 - 元千早赤阪村村長
- 宮出千慧 - 参議院議員

### 行政
- 赤阪清隆 - 国際連合元広報担当事務次長
- 伯井美徳 -  文部科学審議官、元大学入試センター副所長
- 林弥一郎 - 大日本帝国陸軍少佐。中華人民共和国空軍創設者
- 松本勝正 - 一般財団法人全国建設研修センター上席調査役。元さいたま市副市長

### 経済
- 揚塩健治 - 阪神タイガース社長
- 天海源一郎 - 株式ジャーナリスト。個人投資家
- 浜村弘一 - エンターブレイン代表取締役社長
- 真銅孝三 - 倉敷紡績相談役。大阪経済大学元理事長

### 学者
- 岸本忠三 - 元大阪大学総長
- 森下二次也 - 大阪市立大学名誉教授、経済学者

### 芸能
- 東元 - 漫画家
- 大江千里 - アーティスト
- 川村結花 - シンガーソングライター
- 川島淳 - テレビ朝日元アナウンサー
- 宮川泰 - 作曲家音楽家。

#### スポーツ
- 吹田俊明 - 元プロ野球選手（近鉄パールス、国鉄スワローズ）
- 前田祐二 - 元プロ野球オリックス・バファローズ投手

## 交通
- 近鉄長野線 富田林西口駅 南東へ約700m。